# Gerardus Lanphen

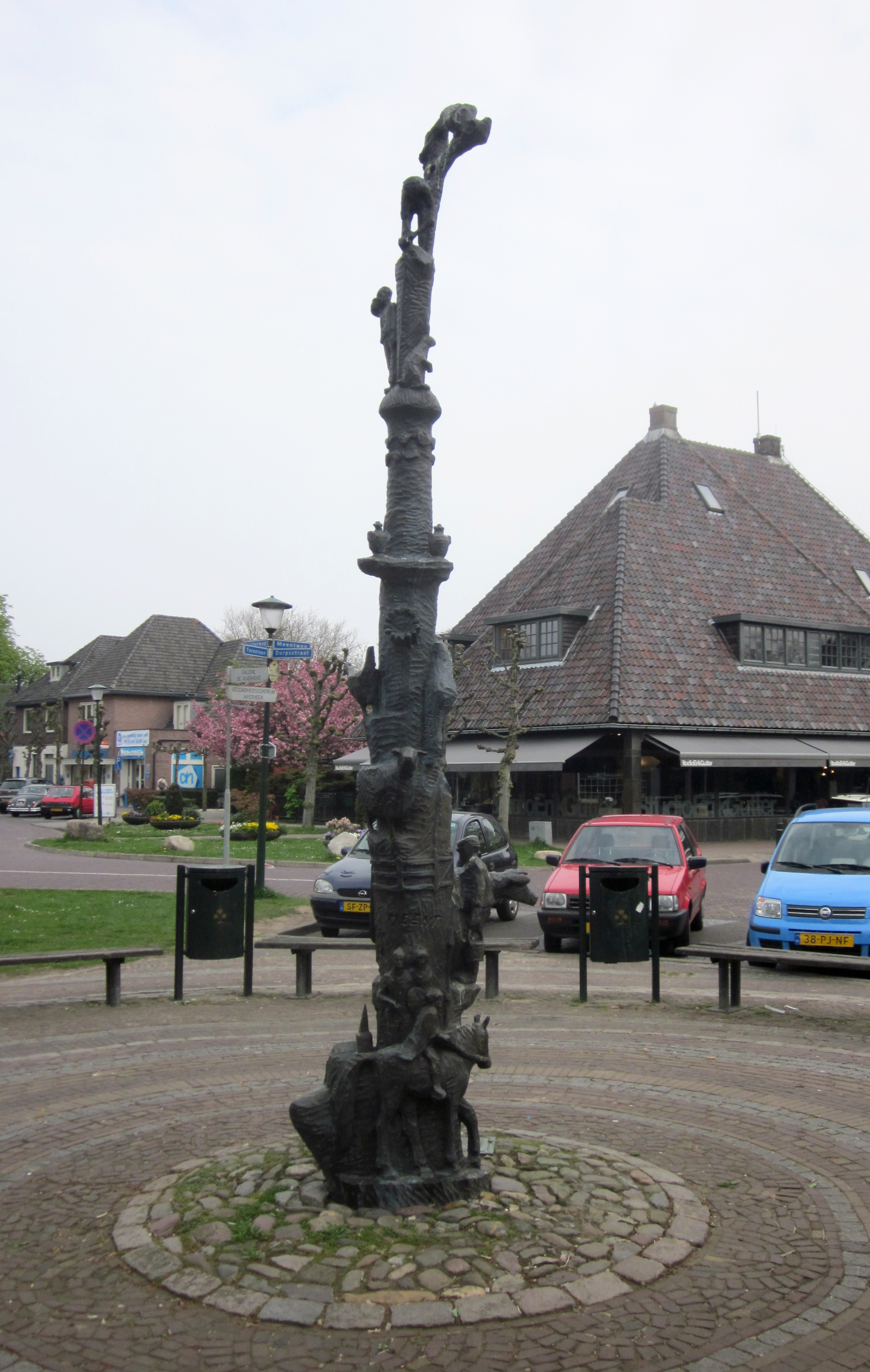
Erfgooiersboom

Gerardus (Gradus) Maria Lanphen (Blaricum, 17 mei 1932 – Amsterdam, 18 oktober 2009) was een Nederlandse beeldhouwer en tekenaar uit Blaricum, vooral bekend om zijn houten figuren.
Gradus was het vierde kind van Geurt Lanphen en Gijsbertha Calis, een gezin met twaalf kinderen uit Laren. Ze woonden aan het Fransepad in Blaricum. Gradus werkte als ciseleur in Utrecht voordat hij zijn diploma als edelsmid behaalde aan de Rietveldacademie. Vervolgens studeerde hij aan de Rijksakademie van beeldende kunsten om beeldhouwer te worden. 
Vanaf 1970 had hij zijn eigen atelier in een oude bunker aan de Oostermeent, aan de Gooise zomerkade van het IJsselmeer bij de Stichtse Brug. Hij volgde kunststudies in het British Museum en de National Gallery in Londen.
Als gelovige maakte hij pelgrimstochten naar Lourdes in 1959 en 1977. Op 73-jarige leeftijd verhuisde hij naar het Blaricumse 'Torenhof' en in 2009 verhuisde hij naar verpleeghuis Beth Shalom in Amsterdam, waar hij op 18 oktober overleed. Hij werd begraven op het kerkhof van de St. Vituskerk  in Blaricum.

## Werk
In 1970 werd Gradus Lanphen gevraagd om als erfgooier een monument te maken als eerbetoon aan de Erfgooiers. De Erfgooiersboom werd in december 1971 onthuld ter gelegenheid van een tentoonstelling in Laren ter ere van de ontbinding van de Vereniging van Stad en Lande van Gooiland. Het eikenhouten beeld stond bij de Nederlands Hervormde kerk aan de Torenlaan tot de jaren tachtig. Na een restauratie kreeg het een nieuwe plek in het voorportaal van de Dorpskerk, ook gelegen aan de Torenlaan. Een bronzen kopie van het beeld, gemaakt in 1985, bevindt zich op de hoek van de Torenlaan en de Dorpsstraat, bij de muziektent in het centrum van Blaricum.
- RKD-Nederlands Instituut voor Kunstgeschiedenis: 48029